# Rue du Roi-Albert (Nantes)
Pour les articles homonymes, voir Rue du Roi-Albert.
La rue du Roi-Albert est une voie de Nantes, en France. Percée à la fin du XVIIIe siècle par l'architecte Jean-Baptiste Ceineray, elle relie la cathédrale à la préfecture. Son nom actuel rend hommage au roi des Belges Albert Ier. Lors de la Seconde Guerre mondiale, en 1941, elle a été le lieu de l'exécution par des Résistants du lieutenant-colonel de l'armée allemande, Karl Hotz, attentat suivi de représailles qui ont marqué la ville. La rue a en outre été utilisée par le cinéaste Jacques Demy comme lieu de tournage du film Une chambre en ville.

## Situation et accès
Située dans le centre-ville de Nantes, la rue est en ligne droite, elle suit un axe sud/nord, et marque une légère pente descendante vers le nord. Elle part de la place Saint-Pierre pour rejoindre la place Roger-Salengro. Elle rencontre les rues Chauvin et Ogée. La voie est bitumée, ouverte à la circulation routière.

## Origine du nom
Elle porte le nom du monarque Albert Ier de Belgique (1875-1934), à qui la municipalité nantaise dirigée par Paul Bellamy rend hommage après son attitude jugée courageuse face à l'invasion allemande lors de la Première Guerre mondiale.

## Historique

### Création et aménagement
C'est l'architecte Jean-Baptiste Ceineray (1722-1811) qui, à la fin du XVIIIe siècle, trace le premier plan de cette rue. Il s'agit alors d'urbaniser les zones laissées libres par la destruction des remparts du XVe siècle, entamée en 1777, et de relier le tout récent bâtiment de la Chambre des comptes de Bretagne à la cathédrale. La nouvelle rue « traverse » les anciens remparts à ses deux extrémités. Lors des travaux, il apparaît que la muraille en cours de destruction s'appuie sur une partie du mur gallo-romain ; des vestiges de l'Antiquité sont exhumés. Une faïencerie occupait le côté extérieur du rempart, sur le tracé de la rue, là où elle rejoignait la place devant la Chambre des comptes, tandis qu'au sud de l'actuelle rue se trouvait la conciergerie, la cour, le jardin et l'auditoire des Régaires,.

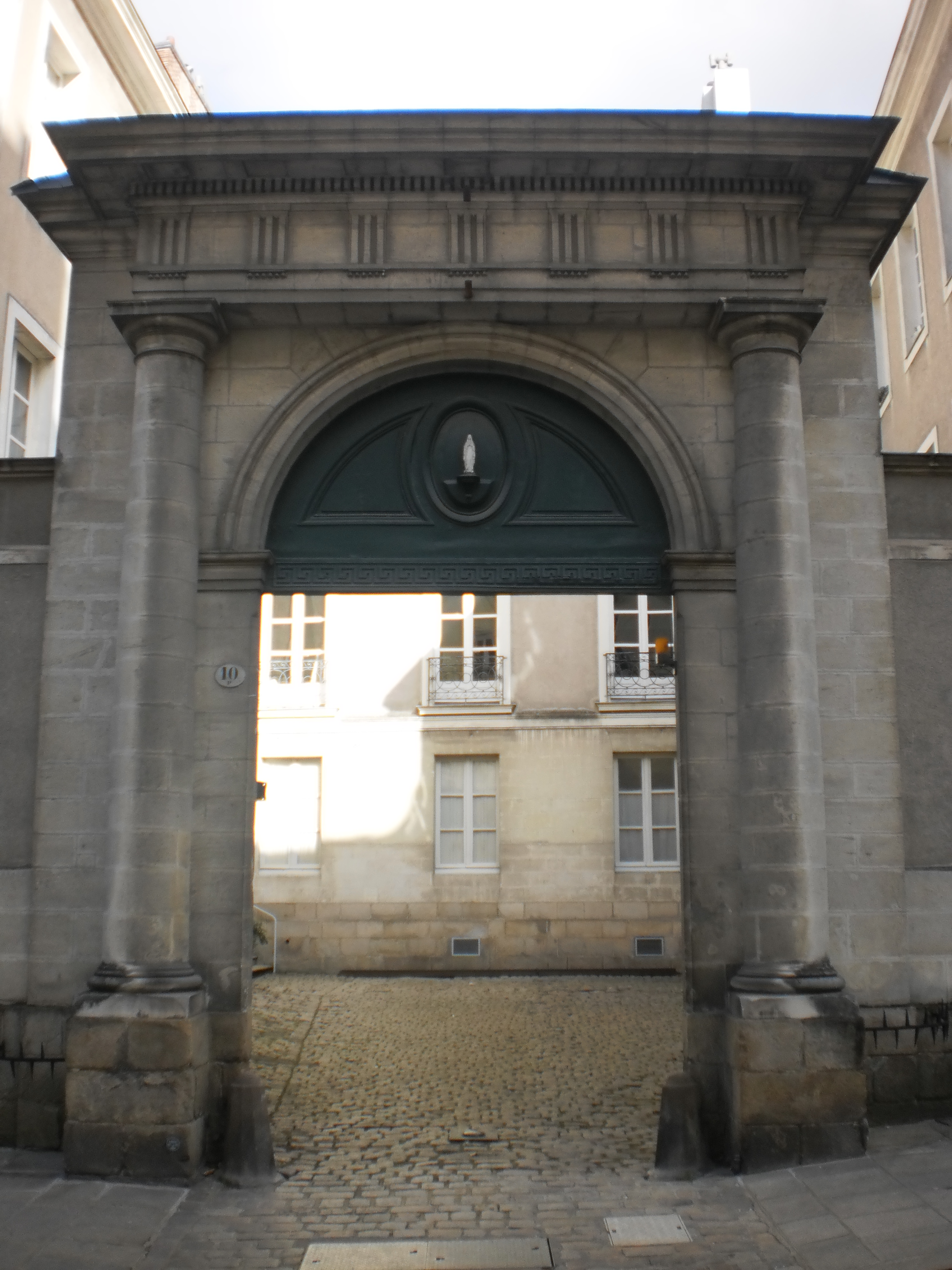
Porche de l'hôtel Commequiers.

L'avancement du projet est rendu difficile par la présence du clos du couvent des Cordeliers, et par celle de la maison du chanoine de la cathédrale au débouché sur la place Saint-Pierre. Même après la résolution de ces problèmes, l'urbanisation des abords de la rue est très progressive. L'hôtel de Commequiers, avec son portail doté de deux colonnes à l'antique, daté de 1790 et attribué à Mathurin Crucy (1749-1826), successeur de Ceineray comme architecte de la ville, est le seul bâtiment important construit avant l'immeuble situé au no 2 actuel, réalisé en 1798 pour le compte de l'officier de marine Herbert Pradeland (maire de Saint-Sébastien-sur-Loire entre 1803 et sa mort, survenue en 1825).
Au début du XIXe siècle, la famille Voruz possède plusieurs ateliers de fonderie dans le quartier : dans l'ancien monastère des Cordeliers, dans l'ancienne collégiale Notre-Dame de Nantes, et dans la rue du Peuple-Français (nom alors porté par la rue du Roi-Albert). L'atelier dans cette dernière est abandonné en 1829, lorsque la famille Voruz concentre ses activités dans le quartier Launay.
Remplaçant les petites maisons et les masures, les immeubles qui bordent la rue sont construits entre 1830 et 1840. Les derniers vestiges des remparts, notamment la « tour du Trépied », sont détruits lors de la construction de l'« hôtel Bessard du Parc », au no 7.
La voie est légèrement raccourcie lors de l'aménagement de la place Saint-Pierre, réalisé entre 1864, et 1872. L'immeuble, la « maison Vimont », portant alors le no 1, au sud-est de la rue, est acquis par la ville en 1865 et détruit.
D'abord appelée « rue Royale » à sa création, elle prend le nom de « rue du Peuple-Français » lors de la Révolution. Appelée ensuite « rue du Département », elle retrouve son nom d'origine, « rue Royale », juste avant le début du Second Empire, le 3 juillet 1852,. Elle est baptisée « rue du Roi-Albert » en 1916. 

### Manifestation de 1903
Le 14 juin 1903, les catholiques nantais manifestent contre l'interdiction d'organiser une procession religieuse sur les voies publiques. Afin de discuter l'arrêté émis par le préfet, une délégation est reçue à l'hôtel de préfecture. Au même moment, une partie des manifestants envahit la cour du bâtiment, brisant des fenêtres et détruisant deux guérites. Les émeutiers sont alors repoussés par la police ; ils quittent la place de la Préfecture et remontent la rue du Roi-Albert. Une barricade y est dressée, au niveau de la rue Ogée, à partir des mâts et des barrières en bois destinés à la procession. La cavalerie charge plusieurs fois,.

### Manifestation de 1906
À la suite de la loi de séparation des Églises et de l'État adoptée en 1905, l'autorité préfectorale procède aux inventaires des biens des Églises, ce qui entraîne d'importantes manifestations populaires, notamment dans les régions fortement catholiques de l'ouest de la France. Les inventaires des églises nantaises risquant de provoquer des heurts, les abords de la cathédrale sont occupés militairement dès l'aube du 27 novembre 1906 : la rue du Roi-Albert (alors rue Royale) est ainsi occupée par des cuirassiers jusqu'à ce que les portes de la cathédrale soient forcées et l'inventaire établi,.

### Mort de Karl Hotz

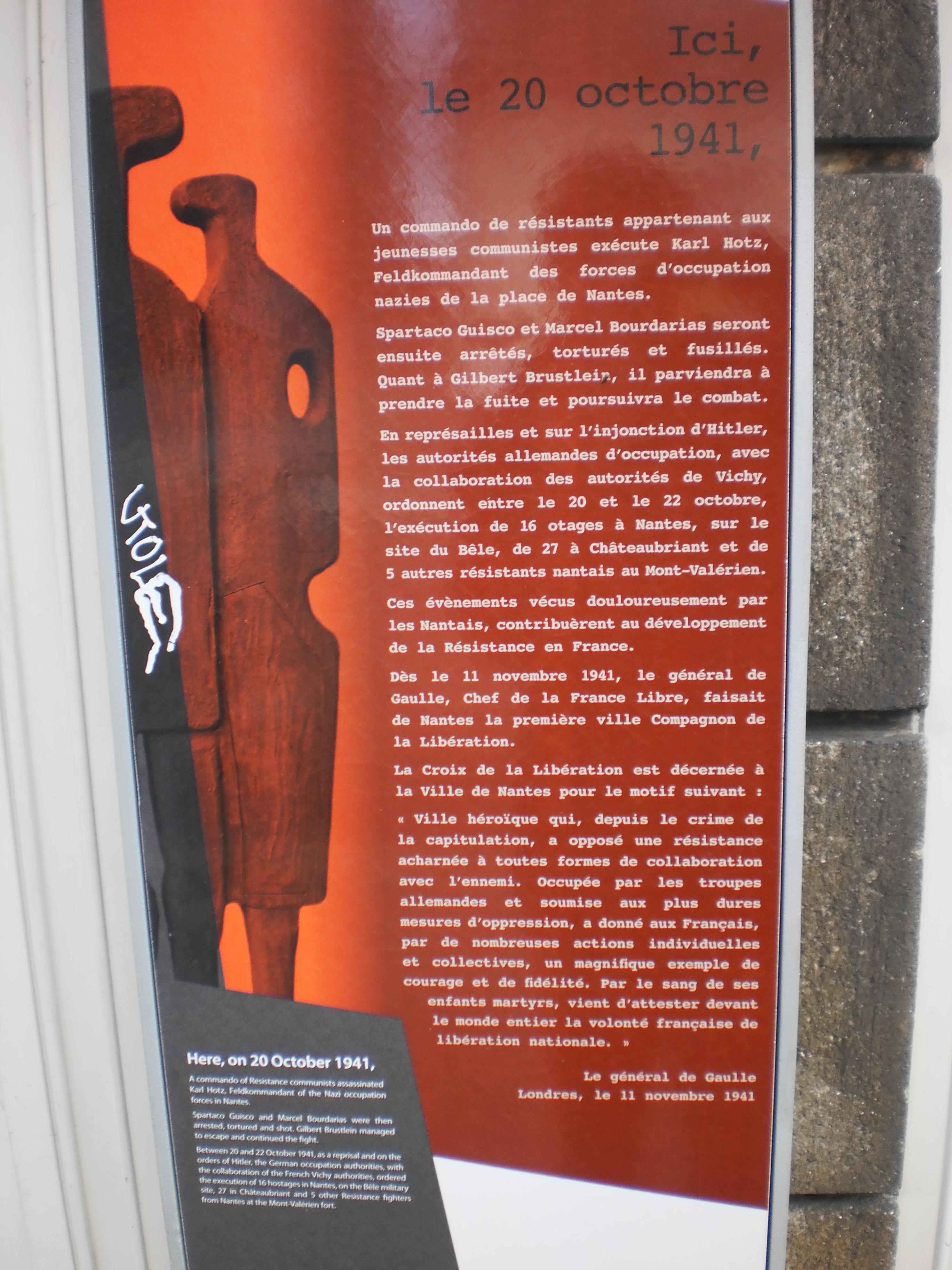
Plaque commémorative des circonstances de la mort de Karl Hotz et de ses conséquences.

Lors de la Seconde Guerre mondiale, Nantes est occupée par l'armée allemande. Le 20 octobre 1941, le lieutenant-colonel Karl Hotz, commandant allemand de la place de Nantes, est abattu devant le no 1 de la rue du Roi-Albert par trois résistants : Gilbert Brustlein, Marcel Bourdarias et Spartaco Guisco, tous trois membres de l'OS (branche armée de la résistance communiste), venus de Paris. Les résistants peuvent s'enfuir, et Karl Hotz meurt aussitôt après. Cet acte entraîne des représailles : cinquante personnes sont prises en otage pour obliger les responsables de l'acte à se dénoncer. N'ayant pas obtenu satisfaction, les autorités allemandes exécutent quarante-huit otages, à Nantes, Châteaubriant et au Mont-Valérien près de Paris.

### Depuis la Seconde Guerre mondiale
Le 10 septembre 1960, la rue est entièrement remplie par une foule venue assister à un discours que Charles de Gaulle prononce devant la préfecture, place Roger-Salengro,.

Entre le 19 mai et le 27 mai 1982, le réalisateur de cinéma français Jacques Demy effectue dans cette rue le tournage de scènes en extérieur pour son film Une chambre en ville. Il s'appuie sur des faits réels survenus en 1955. La principale scène qui est filmée rue du Roi-Albert retrace une manifestation qui s'est déroulée en réalité cours des 50-Otages, et au cours de laquelle un ouvrier de 24 ans, Jean Rigollet, a été tué par balle. Le choix de la rue du Roi-Albert comme décor est dû à des considérations esthétiques, la cathédrale se trouvant en arrière-plan, et sociales, le rue étant considérée comme bourgeoise, ce qui convenait à la toile de fond du film. Celui-ci semble répondre à Lola, qui avait pour toile de fond le Nantes du début du XVIIIe siècle, symbolisé par les hôtels d'armateurs de l'île Feydeau. 

« Une chambre en ville au contraire s'inscrit dans le centre militaire rigidement architecturé dont la géométrie dit partout la présence de l'autorité : la place Louis-XVI et les abords de la préfecture, surtout aussi cette rue du Roi-Albert aux hauts immeubles raides, dominée à ses deux extrémités par les masses imposantes de la cathédrale et de la préfecture, où il situe l'appartement de la colonelle et tous les affrontements du film »

Ainsi, dans la scène de la manifestation, les manifestants sont regroupés, dans la rue du Roi-Albert, autour d'un unique drapeau bleu-blanc-rouge qui s'oppose à celui placé sur le fronton de la préfecture, au loin derrière les rangées de CRS. C'est également dans cette rue que les deux principaux personnages du film, se croisent sans se voir avant de se rencontrer, et que se trouve l'appartement de la colonelle, où ils meurent.

## Bâtiments remarquables et lieux de mémoire
La largeur de la voie, 14 mètres, est inhabituelle pour une rue de cette époque. Les autres rues créées ou réalignées entre 1760 et 1800 vont de 8,50  à   9,50 mètres. Comme pour les autres rues de l'époque, Ceineray n'établit pas cette dimension en proportion des hauteurs d'immeubles.
Une grande partie des édifices sont construits sous le règne de Louis-Philippe (nos 1, 3, 5, 7, 8, 9, 15 et 17), entre 1830 et 1848 (1835 pour le no 8, l'hôtel Brunellière, de l'architecte Chagniau ; 1836 pour le no 5, l'hôtel Gilée, de l'architecte Gilée).
Au no 6, l'hôtel de Bruc de Livernière ou hôtel de Brou, réalisé en 1836, a la particularité (commune avec l'hôtel Commequiers au no 10) d'être en retrait de la rue ; ses linteaux du rez-de-chaussée ont l'originalité d'être triangulaires. Cet immeuble ne doit pas être confondu avec une autre résidence de la famille de Bruc, qui a également laissé son nom à l'hôtel de Bruc situé rue de l'Emery. L'hôtel de Brou est devenu le siège de l'établissement nantais de la société Pernod.
Au no 9, l'architecte Henri Gilée dirige, en 1837, la construction d'un immeuble en tuffeau et granit, l'hôtel Bertrand-Fourmand, achevé en 1838. L'ouvrage répond à l'alignement prévu sous Napoléon Ier, et défini pendant la Monarchie de Juillet, en 1835 : si le bâtiment présente un avant-corps, le reste de la façade est en retrait.
Au no 10 de la rue, l'hôtel de Commequiers, premier bâtiment construit à la fin du XVIIIe siècle après le percement de la voie, est réalisé pour le compte de Jacques-Edme Cottin, dit « l'Américain », étant originaire de Saint-Domingue, puis vendu en 1799 à Charles Leroux de Commequiers. Le plan de la demeure, entre cour et jardin, est original par rapport aux autres demeures du même genre dans le Nantes de l'époque. Il semble qu'il n'existe dans la ville que deux exemples de bâtiments du XVIIIe siècle respectant ce type d'ordonnancement, où une porte monumentale s'ouvre sur une cour formée de trois ailes d'un même édifice. Construit, l'immeuble donne sur la rue par un porche dorique à frise de métopes et de triglyphes bâti vers 1790 et attribué à Mathurin Crucy.
Au no 12, Henri Gilée érige, en 1855, un bâtiment respectant scrupuleusement l'alignement, et encore empreint du classicisme initié par Ceineray et Crucy. Également fait de tuffeau et de granit, il est orné de pilastres très minces.
L'hôtel Thomas, situé au no 13, présente une similitude avec l'hôtel Commequiers, puisqu'il présente deux colonnes doriques soutenant un balcon. Construit en 1826, il est très fortement inspiré du néo-classicisme.
Le no 14, dit « maison Jalabert », construite en 1822 par l'architecte Gilée, est un autre exemple de l'architecture néoclassique, qui emprunte à l'Antiquité pilastres, avant-corps et ornementation gravée. Ce décor ornemental n'est pas constitué en rapport avec la structure du bâtiment. Dans cet immeuble, l'industriel Pascal Désiré Tirot, fabricant de conserves alimentaires (entreprise fusionnée plus tard avec Cassegrain), meurt le 15 novembre 1913.
Une plaque signale au no 16 le logement du général de division Louis (Marie Joseph) de Torquat de la Coulerie (Saint-Nazaire, 1873-Moëlan-sur-Mer, 1944), grand officier de la Légion d'honneur, qui a habité plusieurs années dans la rue. Arrêté le 26 juillet 1944, lors de la Seconde Guerre mondiale, par l'occupant allemand dans le château de Rosgrand en Rédéné, près de Quimperlé dans le Finistère, et soupçonné d'être un chef de la Résistance, il est torturé, puis exécuté entre le 29 et le 31 juillet.
Sur dix des bâtiments de la rue, situés aux nos 5, 7, 8, 9, 10, 12, 13, 15, 16 et 19, les plaques de numérotation portent encore la marque « P », imposée depuis le Moyen Âge pour indiquer la présence d'un puits, afin de lutter plus efficacement contre les incendies.

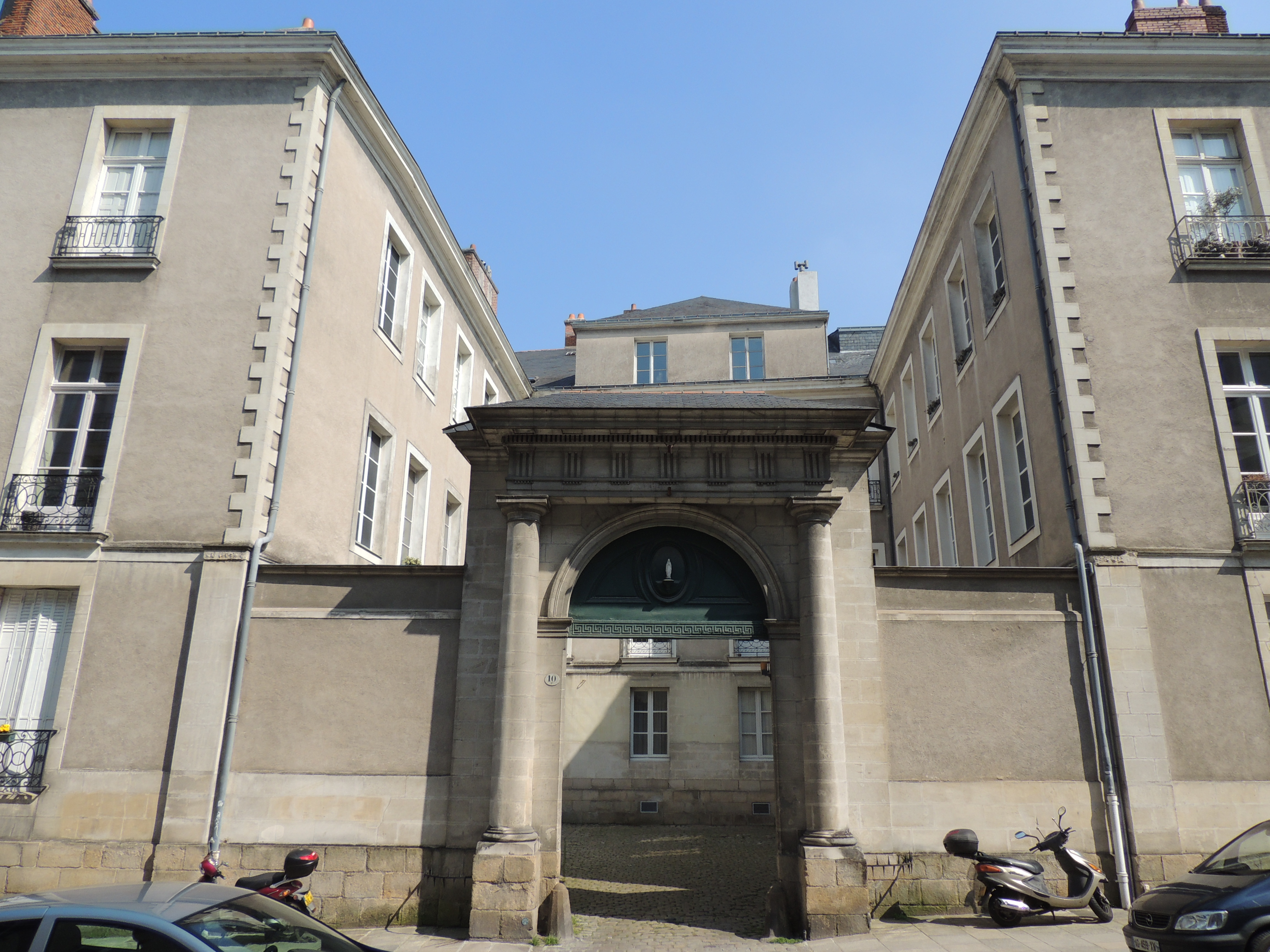
Hôtel de Commequiers.
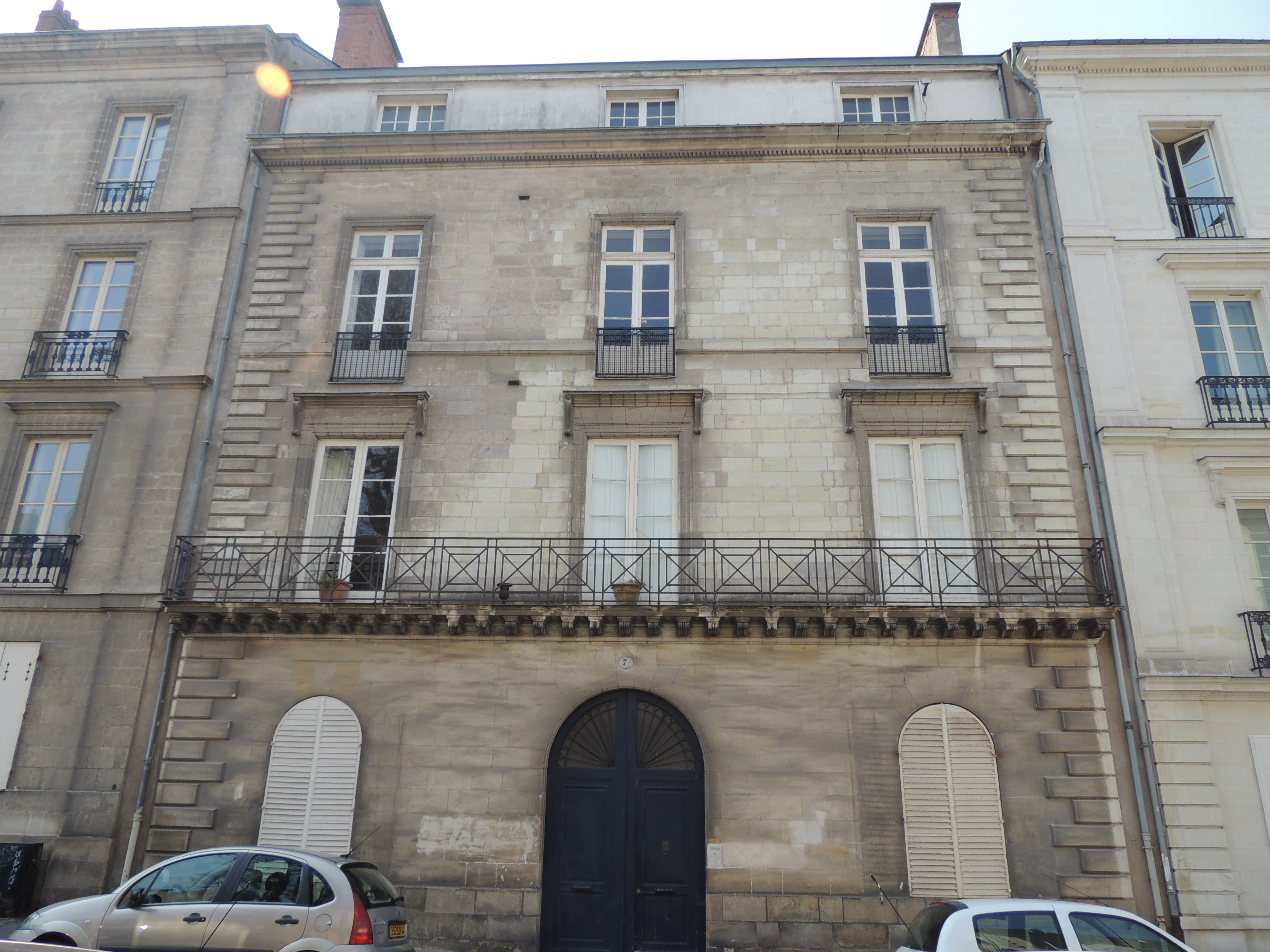
Immeuble au no 7.
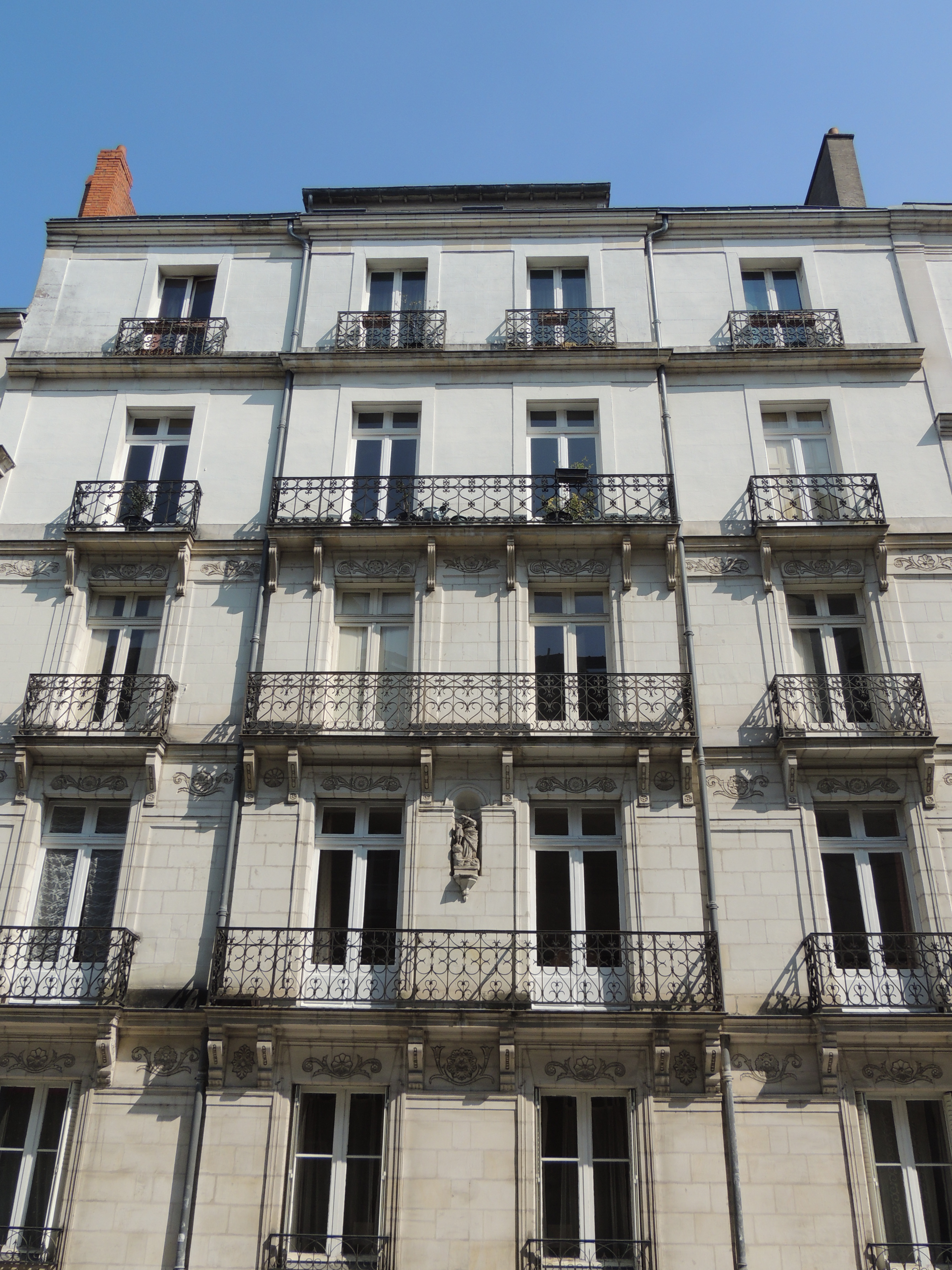
Immeuble au no 14.
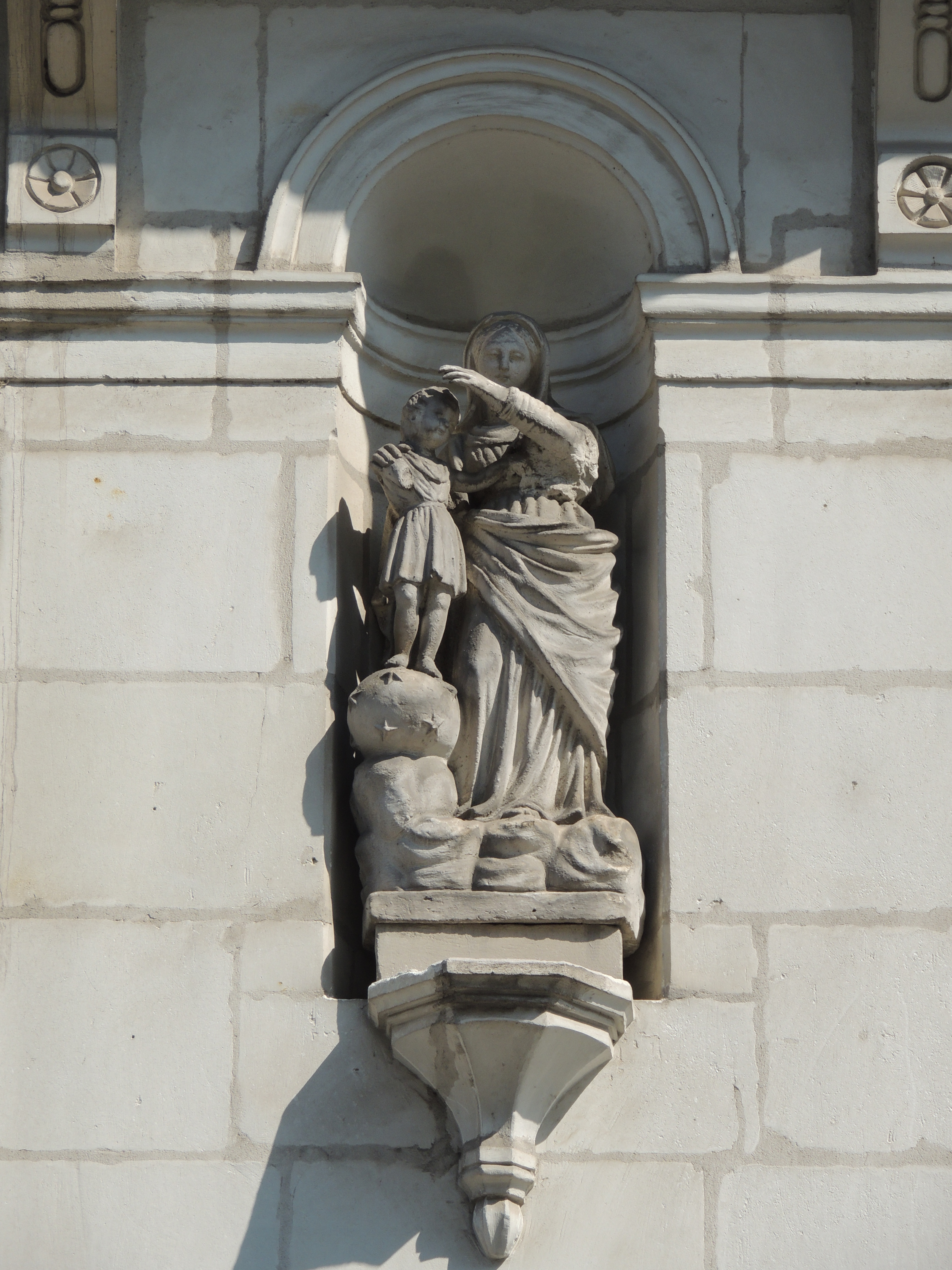
Statuette sur la façade du no 14.
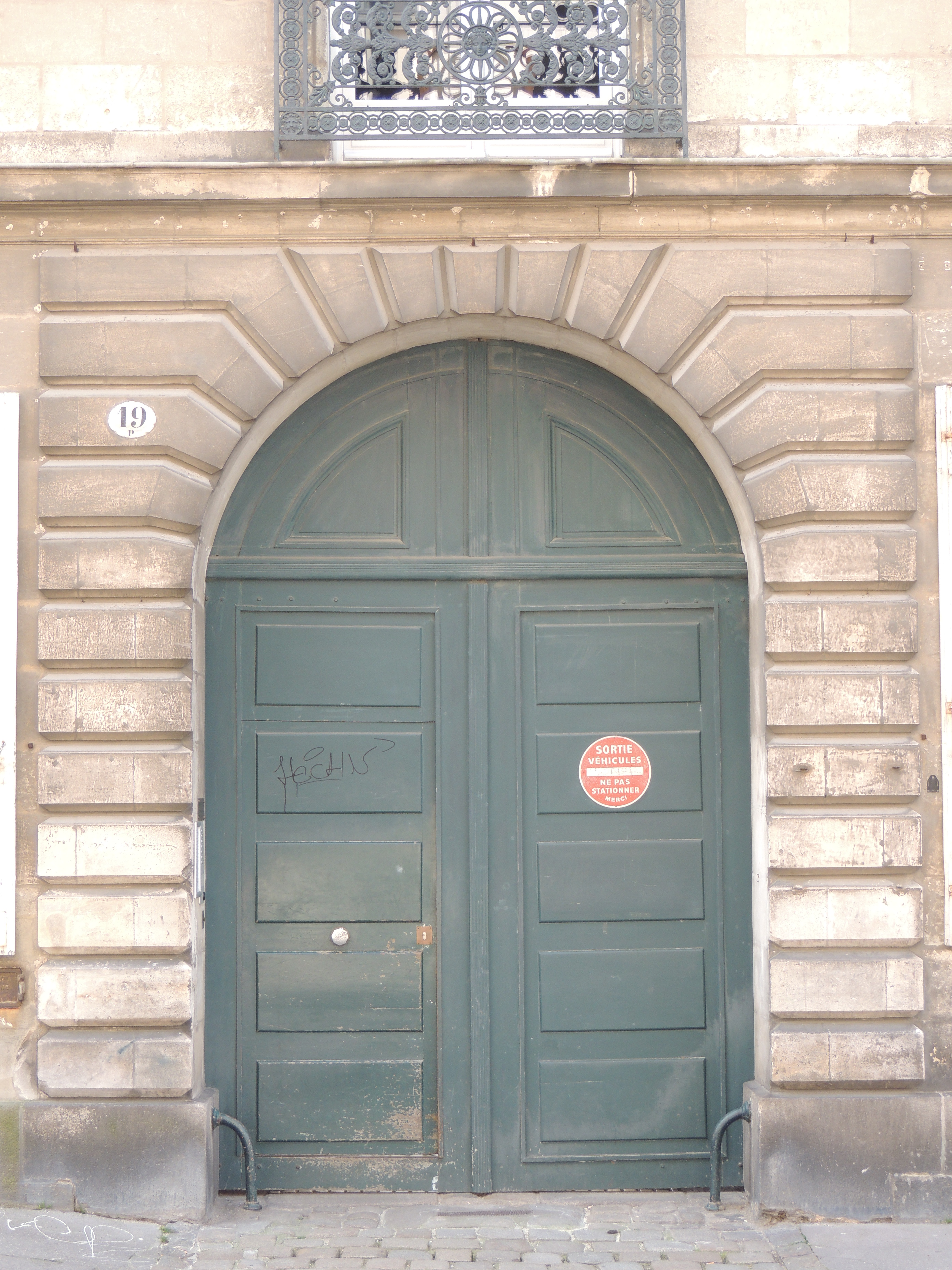
Porte du no 19.
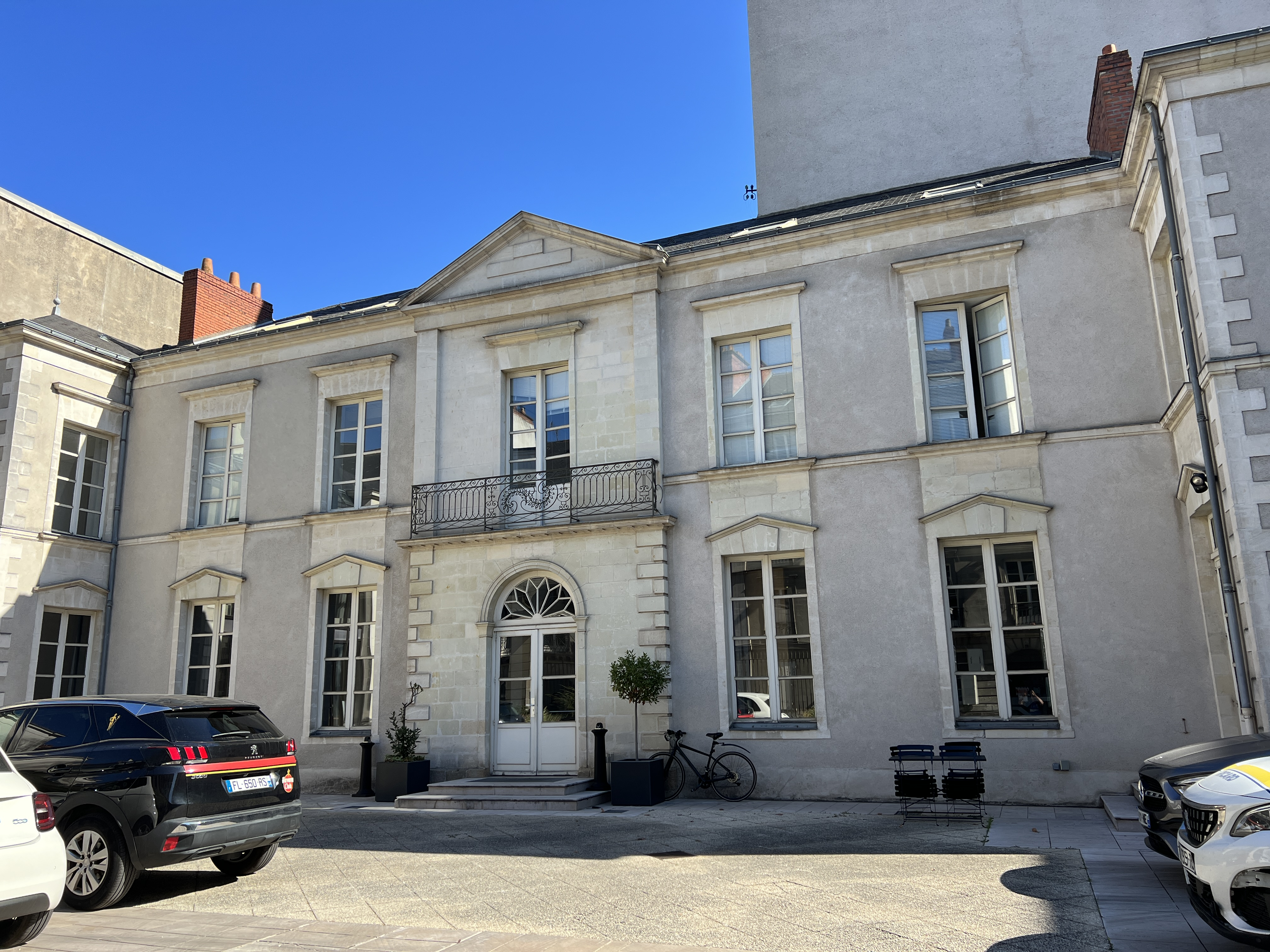
Hôtel de Bruc de Livernière.